# Église wesleyenne libre des Tonga
L'Église wesleyenne libre des Tonga ou « Free Wesleyan Church » (Siasi Uesiliana Tau‘ataina ‘o Tonga en tongien) est une église et une confession religieuse chrétienne protestante des Tonga créée en 1924. Elle est la confession religieuse des Tonga qui rassemble le plus de fidèles. Les membres de la famille royale en sont généralement membres. Cette église est souvent perçue comme l'église officielle des Tonga, ce qui n'est pas le cas, la liberté religieuse étant garantie par la constitution.

## Histoire
Les premiers missionnaires méthodistes arrivent dans l'île en 1822. En 1917, la reine Salote Tupou III épouse le prince héritier Viliami Tungi Mailefihi (un adepte méthodiste). Elle tente en 1924 d'opérer une réunification entre l'Église libre des Tonga fondée par son grand-père George Tupou I en 1885 et l'église méthodiste locale commandée depuis l'Australie. À l'instigation de la reine, une conférence est organisée dans les chapelles royales de l'enceinte du palais de Nuku'alofa. Le projet royal échoue, J. B. Watkins, président de l'Église libre des Tonga depuis sa création, quittant les lieux. La reine transfère alors les propriétés et actifs de l'Église libre des Tonga à l'Église Wesleyenne libre des Tonga qu'elle crée la même année. Celle-ci gagne son autonomie vis-à-vis de l'Église méthodiste d'Australie en 1977.
Actuellement, des missionnaires œuvrent en Australie du Nord, dans les îles Salomon, aux Fidji, à Hawaii et sur la côte ouest des États-Unis d'Amérique. Des églises ont été construites à l'étranger, notamment en Australie, en Nouvelle-Zélande et aux États-Unis.
L'Église Wesleyenne libre des Tonga adhère au Conseil œcuménique des églises en 1975. Elle est également membre du Conseil mondial des églises méthodistes, de la Conférence des églises du Pacifique, du Conseil national des églises des Tonga.

## Organisation
L'Église compte 216 pasteurs et 157 paroisses. Elle a été fondée en tant qu'organisme souverain et de ce fait a conclu des traités bilatéraux avec les pays occidentaux possédant une église wesleyenne indépendante. Dans le système de l'Église wesleyenne libre des Tonga, les prédicateurs doivent être ordonnés clercs, un processus qui prend entre 3 et 5 ans, et peut impliquer plusieurs étapes d'approbation et d'apprentissage. Actuellement, les clercs ne sont pas tenus d'intégrer le séminaire théologique, parce que souvent, dans le passé, cela a créé une pénurie d'enseignants dans les écoles de l'église. En effet, les candidats à la cléricature assistant au séminaire ne sont pas disponibles pour autre chose.

## Liste des présidents
Depuis la conférence de 2009, le président de l'Église est le révérend Dr 'Ahio et le secrétaire général le révérend Dr Tevita Koloa'ia Havea. Les présidents précédents sont :
| Ordre | Nom du président                        | Dates d'exercice |
| ----- | --------------------------------------- | ---------------- |
| 1er   | Révérend Setaleki Manu                  | 1924-1925        |
| 2e    | Révérend Roger Page                     | 1925-1946        |
| 3e    | Révérend Alfred Mckay                   | 1946-1956        |
| 4e    | Révérend Ronald Woodgate                | 1956-1961        |
| 5e    | Révérend Howard Secomb                  | 1961-1963        |
| 6e    | Révérend George Clemens Harris          | 1963-1969        |
| 7e    | Révérend Justin Gooderham               | 1969-1971        |
| 8e    | Révérend Dr Sione 'Amanaki Havea        | 1971-1977        |
| 9e    | Révérend Dr Uiliami Huluholo Mo'ungaloa | 1977-1982        |
| 10e   | Révérend Dr Sione 'Amanaki Havea        | 1982-1992        |
| 11e   | Révérend Sione Lepa To'a                | 1992-1993        |
| 12e   | Révérend Lopeti Taufa                   | 1993-1998        |
| 13e   | Révérend Dr 'Alifaleti Malakai Mone     | 1998-2009        |
| 14e   | Révérend Dr 'Ahio                       | 2009–présent     |

## Enseignement
L'Église Wesleyenne libre gère 30 % des écoles des Tonga. Elles sont généralement considérées comme les meilleurs écoles religieuses. Beaucoup de parents choisissent d'envoyer leurs enfants à ces écoles pour l'éducation morale ; pour leur enseigner l'obéissance, le travail acharné, les bonnes manières et le respect, qui sont toutes des valeurs élevées aux Tonga. Comme dans d'autres écoles, il n'est généralement pas fait classe le vendredi. Ce jour est utilisé pour le nettoyage des écoles. Tous les établissements scolaires des Tonga sont entretenus par les étudiants. Les uniformes scolaires sont aux couleurs de l'église : bleu royal et blanc.